# Glyphodes microta
Glyphodes microta là một loài bướm đêm trong họ Crambidae.